# Sarcophaga melanura
Sarcophaga melanura is een vliegensoort uit de familie van de dambordvliegen (Sarcophagidae). De wetenschappelijke naam van de soort is voor het eerst geldig gepubliceerd in 1826 door Johann Wilhelm Meigen.

## Leefwijze
De larven doen zich tegoed aan rottend vlees of parasiteren op slakken of insecten.

## Verspreiding en leefgebied
Deze soort komt algemeen voor in de kustgebieden van West-Europa.